# アラリア (小惑星)
アラリア (973 Aralia) は小惑星帯に位置する小惑星である。ハイデルベルクのケーニッヒシュトゥール天文台でカール・ラインムートによって発見された。
ウコギ科のタラノキ属 (Aralia) にちなんで命名された。
2008年3月に日本の中国地方で掩蔽が観測された。